# Mihovci pri Veliki Nedelji
Mihovci pri Veliki Nedelji este o localitate din comuna Ormož, Slovenia, cu o populație de 563 de locuitori.